# Mizar
Mizar (Zeta de l'Ossa Major / ζ Ursae MAjoris) és una estrella de la constel·lació Ossa Major i és la segona estrella des del final del mànec del Cullerot. El seu nom tradicional és un mot que prové de l'àrab ميزر mi'zar, que significa "cintura" o "faixa". Mizar és de la magnitud aparent 2,27 i del tipus A1 V. Si tenim bona vista, podem veure una companya feble just a l'est, anomenada Alcor o 80 Ursae Majoris. Aquestes dues estrelles sovint són anomenades "el cavall i el genet", i l'habilitat per veure la segona es considera tradicionalment una prova de bona vista. Les dues estrelles són a més d'un quart d'any llum l'una de l'altra, tot i que el seu moviment propi mostra que es mouen juntes. Encara no se sap si formen un autèntic sistema estel·lar binari, i no pas una binària òptica, com es creu actualment. Sembla que els antics hebreus donaven a aquesta estrella el nom de Kos, que significa "la copa", perquè l'associaven amb l'arcàngel Gabriel, que porta la copa de la salvació humana.
Amb la invenció del telescopi i de l'espectroscòpia es van descobrir més components. Mizar, un objectiu bell i fàcil de resoldre, va ser la primera binària telescòpica descoberta, molt probablement a càrrec de Benedetto Castelli, que va demanar a Galileo Galilei que l'observàs l'any 1617. Galileu va deixar una descripció detallada de l'estrella doble. Més tard, cap al 1650, Giovanni Battista Riccioli va escriure que Mizar es mostrava com a doble. La secundària Mizar B és de magnitud 4,0 i de la classe espectral A7, i és a unes 380 ua de la primària. Aquestes dues estrelles s'hi estan milers d'anys per voltar l'una entorn de l'altra. Mizar A esdevingué la primera binària espectroscòpica a ser descoberta; ho va fer Pickering, l'any 1889. Totes dues components són unes 35 vegades més brillants que el Sol, i volten una entorn de l'altra en uns vint dies. Més tard es va descobrir que Mizar B també era una binària espectroscòpica. L'any 1996, els components de la binària Mizar A van ser representats en molt alta resolució usant el Prototip d'Interferòmetre Òptic de l'Armada dels Estats Units.
El sistema complet de cinc estrelles és a uns 78 anys llum del nostre Sol. Els components són membres del Grup d'estrelles de l'Ossa Major, un grup d'estrelles en la major part dispers que comparteixen un origen comú, com es dedueix del seu moviment propi.